# Will Greenwood
William John Heaton Greenwood (Blackburn, 20 ottobre 1972) è un ex rugbista a 15 internazionale per l'Inghilterra.
Tre quarti centro di Harlequins e Leicester, ha partecipato a due Coppe del Mondo, vincendo l’edizione del 2003.

## Biografia
Greenwood trascorse parte dell'infanzia in Italia, Paese in cui suo padre Dick giocava e allenava, dapprima nel Rugby Roma e, a seguire, nella S.S. Lazio; tornato in Inghilterra, compì gli studi superiori allo Stonyhurst College, dove suo padre era assistente economo e un altro noto rugbista, Brian Ashton, era insegnante di educazione fisica e rugby; lì iniziò a giocare, nel ruolo di centro, e, terminati gli studi in economia a Durham nel 1994, fu ingaggiato dai londinesi dell'Harlequins.
Tre anni dopo, si trasferì al Leicester e nel suo primo anno di permanenza nel nuovo club si mise in luce a livello nazionale, tanto che fu tenuto d'occhio da Jack Rowell per la nazionale inglese, ma la sua prima partita internazionale fu nei British Lions nel 1997, in Sudafrica.
In essa, tra l'altro, Greenwood ebbe il primo incidente della sua carriera: a seguito di uno scontro inghiottì la propria lingua e rimase incosciente e in apnea per diversi minuti, e dovette saltare il resto del tour.
Quattro anni dopo un nuovo incidente lo tenne inutilizzato durante il successivo tour dei Lions.
All'attivo di Greenwood anche la convocazione nel club a inviti dei Barbarians: tra gli incontri disputati, una sconfitta contro i Lupi, formazione romana che si impose allo Stadio Flaminio, lo stesso da dove usava assistere agli incontri del Rugby Roma quando vi militava suo padre.
Quando sulla panchina inglese andò Clive Woodward, questi prese a utilizzare Greenwood in via continuativa; prese parte alla Coppa del Mondo 1999 in Galles e nel 2000 tornò agli Harlequins, con cui, al termine della stagione del suo ritorno, vinse l'European Challenge Cup; nel 2003 disputò tutti gli incontri della vittoriosa Coppa del Mondo in Australia, della quale fu il recordman di mete segnate insieme ad altri giocatori.
Tra quelle più importanti, le due decisive, contro il Sudafrica e contro il Galles, che garantirono rispettivamente il primo posto nel girone di qualificazione e il passaggio in semifinale.
Nel 2004 fu promosso vicecapitano in occasione di quell'edizione del Sei Nazioni, che disputò interamente; alla fine dell'anno raggiunse le 30 mete in Nazionale, dopo essere stato il miglior marcatore dei due Sei Nazioni precedenti. La sua 55ª e ultima presenza fu contro l'Australia nell'autunno del 2004, dopodiché si ritirò dall'attività internazionale, anche se fu chiamato per l'ennesimo tour dei British Lions nel 2005, nel quale giocò in tutto 82' (due minuti da sostituto più un incontro intero).
Nel 2006 giunse il definitivo ritiro, annunciato per la fine della stagione di club, dopo una carriera costellata da sei interventi chirurgici, diverse fratture, rotture dei legamenti e lussazioni delle spalle: «Rischio di cadere a pezzi… è dura dover smettere ma è così. Mentirei se dicessi di non essere nervoso, perché ho passato grandi momenti nel rugby».
Attualmente Greenwood lavora come analista tecnico per Sky Sports, ed è presente spesso come commentatore negli incontri di Premiership; nel 2007 commentò gli incontri della Nazionale inglese alla Coppa del Mondo per conto di ITV.

## Palmarès
- Coppe del mondo: 1
Inghilterra: 2003
- Premiership: 2
Leicester: 1998-99, 1999-2000
- Coppe Anglo-Gallesi: 1
Leicester: 1996-97
- Challenge Cup: 2
Harlequins: 2000-01, 2003-04